# Elecciones municipales de Huánuco de 2022
Las elecciones municipales de Huánuco de 2022 se llevó a cabo el domingo 2 de octubre de 2022 para elegir al alcalde y al Concejo Provincial de Huánuco. La elección se celebró simultáneamente con elecciones regionales y municipales (provinciales y distritales) en todo el Perú.

## Sistema electoral
La Municipalidad Provincial de Huánuco es el órgano administrativo y de gobierno de la provincia de Huánuco. Está compuesta por el alcalde y el Concejo Provincial.
La votación del alcalde y el concejo se realiza en base al sufragio universal, que comprende a todos los ciudadanos nacionales mayores de dieciocho años, empadronados y residentes en la provincia de Huánuco y en pleno goce de sus derechos políticos, así como a los ciudadanos no nacionales residentes y empadronados en la provincia de Huánuco. No hay reelección inmediata de alcaldes.
El Concejo Provincial de Huánuco está compuesto por 13 regidores elegidos por sufragio directo para un período de cuatro (4) años, en forma conjunta con la elección del alcalde (quien lo preside). La votación es por lista cerrada y bloqueada. Se asigna a la lista ganadora los escaños según el método d'Hondt o la mitad más uno, lo que más le favorezca.

## Composición del Concejo Provincial de Huánuco
La siguiente tabla muestra la composición del Concejo Provincial de Huánuco antes de las elecciones.
| Partidos | Partidos                                           | Regidores |
| -------- | -------------------------------------------------- | --------- |
|          | Acción Popular                                     | 8         |
|          | Solidaridad Nacional                               | 2         |
|          | Avanzada Regional Independiente Unidos por Huánuco | 1         |
|          | Movimiento Político Cambiemos x Hco                | 1         |
|          | Avanza País                                        | 1         |

## Elecciones internas
Los partidos políticos realizaron la convocatoria a elecciones internas (15–22 de enero de 2022) para definir a los candidatos de sus organizaciones en listas cerradas y bloqueadas. Se sometieron a elección las candidaturas a:
- Alcaldía Provincial de Huánuco (1 candidatura).
- Concejo Provincial de Huánuco (13 candidaturas).
- Alcaldías distritales de Huánuco (12 candidaturas).
- Concejos distritales de Huánuco (66 candidaturas).

Existen dos modalidades para la organización de las elecciones internas:
- Modalidad de elección directa: con voto universal, libre, voluntario, igual, directo y secreto de los afiliados. Fue la modalidad utilizada por Somos Perú.[5] Las elecciones se realizaron el 15 de mayo de 2022.
- Modalidad de delegados: a través de delegados previamente elegidos mediante voto universal, libre, voluntario, igual, directo y secreto de los afiliados. Fue la modalidad utilizada por Renovación Popular,[6] Avanzada Regional Independiente Unidos por Huánuco,[7] Movimiento Político Cambiemos x Hco,[7] Avanza País,[8] Fuerza Popular,[9] Movimiento Independiente Regional Huánuco Primero,[7] Perú Libre[10] y Movimiento Independiente Regional Mi Buen Vecino.[7] Las elecciones se realizaron el 22 de mayo de 2022.

## Partidos y candidatos
A continuación se muestra una lista de los principales partidos y alianzas electorales que participan en las elecciones:
| Candidatura | Candidatura | Partidos y alianzas                                                | Candidatos | Candidatos                 | Ideología                                                           | Resultado previo | Resultado previo | Ref.   |
| Candidatura | Candidatura | Partidos y alianzas                                                | Candidatos | Candidatos                 | Ideología                                                           | Votos (%)        | Reg.             | Ref.   |
| ----------- | ----------- | ------------------------------------------------------------------ | ---------- | -------------------------- | ------------------------------------------------------------------- | ---------------- | ---------------- | ------ |
|             | RP          | Lista - Renovación Popular (RP)                                    |            | Sara Astuquipan Rosales    | Ultraconservadurismo Fundamentalismo cristiano Populismo de derecha | 17.26%           | 2                | [ 11 ] |
|             | ARI         | Lista - Avanzada Regional Independiente Unidos por Huánuco (ARI)   |            | Jorge Chávez Estrada       | Regionalismo huanuqueño                                             | 16.91%           | 1                | [ 11 ] |
|             | CxH         | Lista - Movimiento Político Cambiemos x Hco (CxH)                  |            | Félix Ascencio Chávez      | Regionalismo huanuqueño                                             | 9.72%            | 1                | [ 11 ] |
|             | AvP         | Lista - Avanza País (AvP)                                          |            | Joel Cruz Gutiérrez        | Conservadurismo liberal Liberalismo clásico                         | 9.58%            | 1                | [ 11 ] |
|             | SP          | Lista - Somos Perú (SP)                                            |            | Jorge Escalante Soplin     | Democracia cristiana Conservadurismo social                         | 4.76%            | 0                | [ 11 ] |
|             | FP          | Lista - Fuerza Popular (FP)                                        |            | César Campos Ramírez       | Fujimorismo Conservadurismo social Populismo de derecha             | 1.61%            | 0                | [ 11 ] |
|             | PL          | Lista - Perú Libre (PL)                                            |            | Constantino Galeano Ocalio | Socialismo del siglo XXI Marxismo-leninismo Mariateguismo           | Nuevo            | Nuevo            | [ 11 ] |
|             | HUAPRI      | Lista - Movimiento Independiente Regional Huánuco Primero (HUAPRI) |            | Jhin Espinoza Caqui        | Regionalismo huanuqueño                                             | Nuevo            | Nuevo            | [ 11 ] |
|             | MBV         | Lista - Movimiento Independiente Regional Mi Buen Vecino (MBV)     |            | Juan Jara Gallardo         | Regionalismo huanuqueño                                             | Nuevo            | Nuevo            | [ 11 ] |

## Sondeos de opinión
Las siguientes tablas enumeran las estimaciones de la intención de voto en orden cronológico inverso, mostrando las más recientes primero y utilizando las fechas en las que se realizó el trabajo de campo de la encuesta. Cuando se desconocen las fechas del trabajo de campo, se proporciona la fecha de publicación.
Leyenda:
     Sondeo realizado en el periodo de prohibición legal de la difusión de sondeos de intención de voto.

### Intención de voto
La siguiente tabla enumera las estimaciones ponderadas (sin incluir votos en blanco y nulos) de la intención de voto.
|                                |              |     |      |      |      |     |     |     |     |      |  |  |  |
| Elecciones municipales de 2022 | 2 oct 2022   | —   | 28.0 | 25.9 | 19.6 | 9.5 | 6.1 | 5.5 | 2.7 | 2.1  |  |  |  |
|                                |              |     |      |      |      |     |     |     |     |      |  |  |  |
| Ipsos Perú/América             | 2 oct 2022   | ?   | 28.5 | 25.9 | 14.6 | –   | –   | –   | 9.0 | 2.6  |  |  |  |
| Ipsos Perú/América             | 2 oct 2022   | ?   | 28.5 | 27.7 | 23.5 | 7.9 | –   | –   | –   | 0.8  |  |  |  |
| IP Mercado                     | 21 sep 2022  | 383 | 40.0 | 21.4 | 18.8 | 5.1 | 2.9 | 3.4 | 3.4 | 18.6 |  |  |  |
| IP Mercado                     | 5–8 ago 2022 | 383 | 30.7 | –    | 6.9  | 3.5 | –   | 1.8 | 1.1 | 23.8 |  |  |  |

### Preferencias de voto
La siguiente tabla enumera las preferencias de voto en bruto (incluyendo blancos, viciados y sin respuesta) y no ponderadas.
|                                |              |     |      |      |      |     |     |     |     |      |      |      |  |  |  |
| Elecciones municipales de 2022 | 2 oct 2022   | —   | 23.6 | 21.9 | 16.6 | 8.0 | 5.2 | 4.6 | 2.3 | 15.5 | –    | 1.7  |  |  |  |
|                                |              |     |      |      |      |     |     |     |     |      |      |      |  |  |  |
| IP Mercado                     | 21 sep 2022  | 383 | 24.5 | 13.1 | 11.5 | 3.1 | 1.8 | 2.1 | 2.1 | 24.3 | 14.4 | 11.4 |  |  |  |
| IP Mercado                     | 5–8 ago 2022 | 383 | 19.1 | –    | 4.3  | 2.2 | –   | 1.1 | 0.7 | 24.8 | 12.9 | 14.8 |  |  |  |

## Resultados

### Sumario general
| |                                                            |              |              |              |           |           |
| Partidos y coaliciones                                                                               | Partidos y coaliciones                                     | Voto popular | Voto popular | Voto popular | Regidores | Regidores |
| Partidos y coaliciones                                                                               | Partidos y coaliciones                                     | Votos        | %            | +/−          | Total     | +/−       |
| | Movimiento Independiente Regional Mi Buen Vecino (MBV)     | 40,888       | 27.96        | Nuevo        | 8         | +8        |
| | Movimiento Independiente Regional Huánuco Primero (HUAPRI) | 37,891       | 25.91        | Nuevo        | 2         | +2        |
| | Avanza País (AvP)                                          | 28,679       | 19.61        | +10.03       | 2         | +1        |
| | Movimiento Político Cambiemos x Hco (CxH)                  | 13,835       | 9.46         | –0.26        | 1         | ±0        |
| | Avanzada Regional Independiente Unidos por Huánuco (ARI)   | 9,048        | 6.19         | –10.72       | 0         | –1        |
| | Somos Perú (SP)                                            | 8,020        | 5.48         | +0.72        | 0         | ±0        |
| | Perú Libre (PL)                                            | 3,978        | 2.72         | Nuevo        | 0         | ±0        |
| | Renovación Popular (RP)1                                   | 1,985        | 1.36         | –15.90       | 0         | –2        |
| | Fuerza Popular (FP)                                        | 1,930        | 1.32         | –0.29        | 0         | ±0        |
| |                                                            |              |              |              |           |           |
| Total                                                                                                | Total                                                      | 146,254      |              |              | 13        | ±0        |
| |                                                            |              |              |              |           |           |
| Votos válidos                                                                                        | Votos válidos                                              | 146,254      | 84.54        | +3.36        |           |           |
| Votos en blanco                                                                                      | Votos en blanco                                            | 12,409       | 7.17         | –0.17        |           |           |
| Votos nulos                                                                                          | Votos nulos                                                | 14,340       | 8.29         | –3.19        |           |           |
| Votos emitidos                                                                                       | Votos emitidos                                             | 173,003      | 75.57        | –1.30        |           |           |
| Abstenciones                                                                                         | Abstenciones                                               | 55,915       | 24.43        | +1.30        |           |           |
| Votantes registrados                                                                                 | Votantes registrados                                       | 228,918      |              |              |           |           |
| |                                                            |              |              |              |           |           |
| Fuente:                                                                                              |                                                            |              |              |              |           |           |
| Notas al pie: 1 Comparado con los resultados de Solidaridad Nacional (SN) en las elecciones de 2018. |                                                            |              |              |              |           |           |
| Notas al pie:                                                                                        |                                                            |              |              |              |           |           |
| 1 Comparado con los resultados de Solidaridad Nacional (SN) en las elecciones de 2018.               |                                                            |              |              |              |           |           |

### Concejo Provincial de Huánuco
| Cargo                          | Autoridad electa           | Partido político | Partido político                                  |
| ------------------------------ | -------------------------- | ---------------- | ------------------------------------------------- |
| Alcalde Provincial de Huánuco  | Juan Jara Gallardo         |                  | Movimiento Independiente Regional Mi Buen Vecino  |
| Regidor Provincial de Huánuco  | Joel Arteaga Calixto       |                  | Movimiento Independiente Regional Mi Buen Vecino  |
| Regidora Provincial de Huánuco | Xiomi Lezameta Castaneda   |                  | Movimiento Independiente Regional Mi Buen Vecino  |
| Regidor Provincial de Huánuco  | Álvaro Fernández Portugal  |                  | Movimiento Independiente Regional Mi Buen Vecino  |
| Regidora Provincial de Huánuco | Edith Flores Ureta         |                  | Movimiento Independiente Regional Mi Buen Vecino  |
| Regidor Provincial de Huánuco  | Emilio Shol Ponce          |                  | Movimiento Independiente Regional Mi Buen Vecino  |
| Regidora Provincial de Huánuco | Carol Espinoza Rojas       |                  | Movimiento Independiente Regional Mi Buen Vecino  |
| Regidor Provincial de Huánuco  | Víctor Laurencio Silvestre |                  | Movimiento Independiente Regional Mi Buen Vecino  |
| Regidora Provincial de Huánuco | Stefany Alcedo Aparicio    |                  | Movimiento Independiente Regional Mi Buen Vecino  |
| Regidor Provincial de Huánuco  | Jhin Espinoza Caqui        |                  | Movimiento Independiente Regional Huánuco Primero |
| Regidora Provincial de Huánuco | Miluska Torres Peña        |                  | Movimiento Independiente Regional Huánuco Primero |
| Regidor Provincial de Huánuco  | Álex Remigio Hilario       |                  | Avanza País                                       |
| Regidora Provincial de Huánuco | Sherly Morales Villanueva  |                  | Avanza País                                       |
| Regidora Provincial de Huánuco | Luz Ramírez Vara           |                  | Movimiento Político Cambiemos x Hco               |

## Elecciones municipales distritales

### Sumario general
| Partidos y coaliciones | Partidos y coaliciones                                     | Voto popular | Voto popular | Voto popular | Alcaldías | Alcaldías |
| Partidos y coaliciones | Partidos y coaliciones                                     | Votos        | %            | +/−          | Total     | +/−       |
| --- | ---------------------------------------------------------- | ------------ | ------------ | ------------ | --------- | --------- |
| | Movimiento Independiente Regional Huánuco Primero (HUAPRI) | 25,563       | 24.53        | Nuevo        | 2         | +2        |
| | Movimiento Independiente Regional Mi Buen Vecino (MBV)     | 21,977       | 21.09        | Nuevo        | 3         | +3        |
| | Avanza País (AvP)                                          | 16,858       | 16.18        | +5.48        | 6         | +6        |
| | Avanzada Regional Independiente Unidos por Huánuco (ARI)   | 10,395       | 9.98         | –5.41        | 1         | –1        |
| | Movimiento Político Cambiemos x Hco (CxH)                  | 9,755        | 9.36         | –0.98        | 0         | –2        |
| | Somos Perú (SP)                                            | 5,663        | 5.43         | –1.05        | 0         | ±0        |
| | Alianza para el Progreso (APP)                             | 3,624        | 3.48         | –1.14        | 0         | –1        |
| | Renovación Popular (RP)1                                   | 3,050        | 2.93         | –9.69        | 0         | –1        |
| | Perú Libre (PL)2                                           | 2,850        | 2.73         | +1.81        | 0         | ±0        |
| | Juntos por el Perú (JP)                                    | 1,384        | 1.33         | +0.12        | 0         | ±0        |
| | Fuerza Popular (FP)                                        | 1,381        | 1.33         | –0.43        | 0         | ±0        |
| | Acción Popular (AP)                                        | 981          | 0.94         | –17.33       | 0         | –3        |
| | Partido Morado (PM)                                        | 467          | 0.45         | Nuevo        | 0         | ±0        |
| | Frente de la Esperanza (FE)                                | 260          | 0.25         | Nuevo        | 0         | ±0        |
| |                                                            |              |              |              |           |           |
| Total | Total                                                      | 104,208      |              |              | 12        | ±0        |
| |                                                            |              |              |              |           |           |
| Votos válidos | Votos válidos                                              | 104,208      | 84.27        | +4.89        |           |           |
| Votos en blanco | Votos en blanco                                            | 10,754       | 8.70         | –0.52        |           |           |
| Votos nulos | Votos nulos                                                | 8,698        | 7.03         | –4.38        |           |           |
| Votos emitidos | Votos emitidos                                             | 123,660      | 76.16        | +1.42        |           |           |
| Abstenciones | Abstenciones                                               | 38,704       | 23.84        | –1.42        |           |           |
| Votantes registrados | Votantes registrados                                       | 162,364      |              |              |           |           |
| |                                                            |              |              |              |           |           |
| Fuente: |                                                            |              |              |              |           |           |
| Notas al pie: 1 Comparado con los resultados de Solidaridad Nacional (SN) en las elecciones de 2018. 2 Comparado con los resultados de Perú Libertario (PL) en las elecciones de 2018. |                                                            |              |              |              |           |           |
| Notas al pie: |                                                            |              |              |              |           |           |
| 1 Comparado con los resultados de Solidaridad Nacional (SN) en las elecciones de 2018. 2 Comparado con los resultados de Perú Libertario (PL) en las elecciones de 2018.               |                                                            |              |              |              |           |           |

### Resultados por distrito
La siguiente tabla enumera el control de los distritos de la provincia de Huánuco. El cambio de mando de una organización política se resalta del color de ese partido.
| Distrito                | Alcalde(sa) titular            | Partido político | Partido político         | Alcalde(sa) electo(a)    | Partido político | Partido político   |
| ----------------------- | ------------------------------ | ---------------- | ------------------------ | ------------------------ | ---------------- | ------------------ |
| Amarilis                | Antonio Pulgar Lucas           |                  | Unidos por Huánuco       | Roger Hidalgo Panduro    |                  | Mi Buen Vecino     |
| Chinchao                | Adain Atavillos Clemente       |                  | Cambiemos x Hco          | Cipriano Martínez Pérez  |                  | Mi Buen Vecino     |
| Churumbamba             | Elber Leandro Zúñiga           |                  | Solidaridad Nacional     | Wiliam Romero Gobea      |                  | Avanza País        |
| Margos                  | Wuilmer Vargas Rojas           |                  | Acción Popular           | Obdulio Torres Bernardo  |                  | Avanza País        |
| Pillco Marca            | Lidgardo Vara Estrada          |                  | Alianza para el Progreso | Diana Plejo Carrillo     |                  | Huánuco Primero    |
| Quisqui                 | Félix Ascencio Chávez          |                  | Hechos y No Palabras     | Eder Feliciano Falcón    |                  | Mi Buen Vecino     |
| San Francisco de Cayrán | Rolando Domínguez Presentación |                  | Hechos y No Palabras     | Fernando Mantero Camones |                  | Avanza País        |
| San Pablo de Pillao     | Julián Lino Álvarez            |                  | Cambiemos x Hco          | Delia Verde Ponce        |                  | Unidos por Huánuco |
| San Pedro de Chaulán    | Edith Bonilla Sudario          |                  | Frente Amplio            | Darwin Falcón García     |                  | Avanza País        |
| Santa María del Valle   | Isaías Tolentino Vega          |                  | Acción Popular           | Wilson Palomino Claudio  |                  | Avanza País        |
| Yacus                   | Epifanio Esteban Alvarado      |                  | Acción Popular           | Moisés Contreras Álvarez |                  | Huánuco Primero    |
| Yarumayo                | Héctor Orbezo Medina           |                  | Unidos por Huánuco       | Félix Cárdenas Rodríguez |                  | Avanza País        |